# Kalanchoe dinklagei
Kalanchoe dinklagei là một loài thực vật có hoa trong họ Crassulaceae. Loài này được Rauh miêu tả khoa học đầu tiên năm 1985.